# Dunajewka (Kaliningrad, Selenogradsk)
Dunajewka (russisch Дунаевка, 1950 bis 2019 offiziell Rogatschowo, deutsch Lopsienen und Mossycken) ist ein Ort in der russischen Oblast Kaliningrad. Er gehört zur kommunalen Selbstverwaltungseinheit Munizipalkreis Selenogradsk im Rajon Selenogradsk.

## Geographische Lage
Dunajewka liegt 26 Kilometer nordwestlich der Stadt Kaliningrad (Königsberg) an der Kommunalstraße 27K-228, die Gorkowskoje (Watzum) an der Regionalstraße 27A-013 (ex A192) mit Dubrowka (Regehnen) und Listopadowka (Bärholz) und dem untergegangenen Ort Thierenberg (russisch ebenfalls Dunajewka) verbindet. Innerorts zweigt die Kommunalstraße 27K-229 in südliche Richtung zu einem Militärflugplatz ab.

## Geschichte
Lopsienen und Mossycken waren zwei Güter, die seit 1874 zum Amtsbezirk Sankt Lorenz im Landkreis Fischhausen gehörten. Im Jahre 1910 zählte der Gutsbezirk Lopsienen 62 Einwohner und der Gutsbezirk Mossycken 32 Einwohner. Am 30. September 1928 wurden Lopsienen und Mossycken zusammen mit den Gutsbezirken Korwingen und Syndau zur Landgemeinde Syndau zusammengefasst.
Als Kriegsfolge kamen Lopsienen und Mossycken 1945 mit dem nördlichen Ostpreußen zur Sowjetunion. Im Jahr 1950 wurden die beiden Orte unter dem russischen Namen Rogatschowo zusammengefasst, das gleichzeitig dem Dorfsowjet Romanowski selski Sowet im Rajon Primorsk zugeordnet wurde. Spätestens seit den 1970er Jahren wurde vor Ort aber der Name Dunajewka verwendet, auch auf Verkehrsschildern und in den Personaldokumenten der Bewohner, was z. B. zu Problemen bei der Registrierung des Eigentums und der Postzustellung führte. Von 2005 bis 2015 gehörte der Ort zur Landgemeinde Kowrowskoje selskoje posselenije und nach deren Auflösung seit 2016 zum Stadtkreis Selenogradsk. 2019 wurde Rogatschowo offiziell in Dunajewka umbenannt. Seit 2022 gehört der Ort zum Munizipalkreis Selenogradsk.

### Einwohnerentwicklung
| Jahr | Einwohner |
| ---- | --------- |
| 1984 | ~ 240     |
| 2002 | 143       |
| 2010 | 128       |

## Kirche
Mehrheitlich war die Einwohnerschaft von Lopsienen und Mossycken vor 1945 evangelischer Konfession und in das Kirchspiel der Pfarrkirche in Sankt Lorenz (heute russisch: Salskoje) eingegliedert. Es gehörte zum Kirchenkreis Fischhausen (Primorsk) innerhalb der Kirchenprovinz Ostpreußen der Kirche der Altpreußischen Union. Heute liegt Dunajewka im Einzugsbereich der neu entstandenen evangelisch-lutherischen Auferstehungskirchengemeinde in Kaliningrad (Königsberg) innerhalb der Propstei Kaliningrad der Evangelisch-lutherischen Kirche Europäisches Russland.